# Sasso (azienda)
La P. Sasso e Figli S.p.A., meglio nota come Sasso, è stata un'azienda italiana produttrice di olio di oliva con sede a Imperia, attiva dal 1873 al 1989. Dal 2004 è un marchio della multinazionale spagnola Deoleo, già Grupo Sos Cuetara.

## Storia
La ditta Sasso fu fondata nel 1873 a Oneglia, in provincia di Porto Maurizio (odierna provincia di Imperia), per iniziativa di due soci, Agostino Novaro e il di lui suocero Pietro Sasso, ambedue commercianti di olio di oliva originari di Diano Marina. Il Novaro (1837-1910), assaggiatore di olii, titolare di un'altra ditta avviata nel 1860 e che portava il suo nome, dei due soci fondatori fu quello che si occupò di gestire la Sasso, e perciò assieme alla moglie Paola Sasso (1845-1893) e ai suoi sette figli, si stabilì a Oneglia, che fin dal periodo preunitario era uno dei maggiori mercati all'ingrosso di olio di oliva della Penisola, dove si approvvigionavano commercianti italiani e stranieri.
Nel 1898, la ditta fu registrata presso la Camera di Commercio ed Arti di Porto Maurizio con la denominazione sociale P . Sasso e Figli – Olio di Oliva - Oneglia, intestata a Mario (1868-1944) ed Enrico Novaro (1876-1964), figli di Agostino. Costoro, affiancati dai fratelli maggiori Eugenio (1863-1944) e Angiolo Silvio (1866-1938) nella conduzione dell'attività paterna, puntarono sulla produzione locale e sfruttarono le proprietà terapeutiche dell'olio di oliva. Attraverso un'intensa campagna pubblicitaria, incentrata abilmente sull'effetto dell'immagine di notevole qualità grafica, furono lanciati l'Olio Sasso Medicinale, l'Olio Sasso Iodato, l'Emulsione Sasso e la Vitamina Sasso. Importante canale di reclamizzazione della Sasso fu la rivista La Riviera Ligure fondata nel 1895 da Angiolo Silvio Novaro, che fu importante letterato, diretta dal fratello Mario dal 1899 al 1919.
Sasso avviò successivamente la sua trasformazione da azienda commerciale a quella di trasformazione industriale, con l'inaugurazione nel 1914 della raffineria di olio per il trattamento e lo sfruttamento del prodotto. Fu da allora che l'azienda ligure iniziò a diffondere le sue produzioni in tutto il territorio italiano, nonché a esportarle verso gli altri Paesi mediterranei. L'olio di oliva prodotto da Sasso riscosse notevole successo commerciale sia in Italia sia all'estero, e perciò ricevette una medaglia d'oro alla Esposizione internazionale di Genova del 1914, e a quella di San Francisco del 1915. L'espansione commerciale della Sasso favorì la costruzione nel periodo 1923-25 di un nuovo e grande stabilimento di produzione, in stile Liberty e neoclassico su progetto dell'architetto Alfonso Scholl, situato nella piazza principale di Oneglia, appena unificata a Porto Maurizio per la creazione del nuovo comune di Imperia nel 1923.

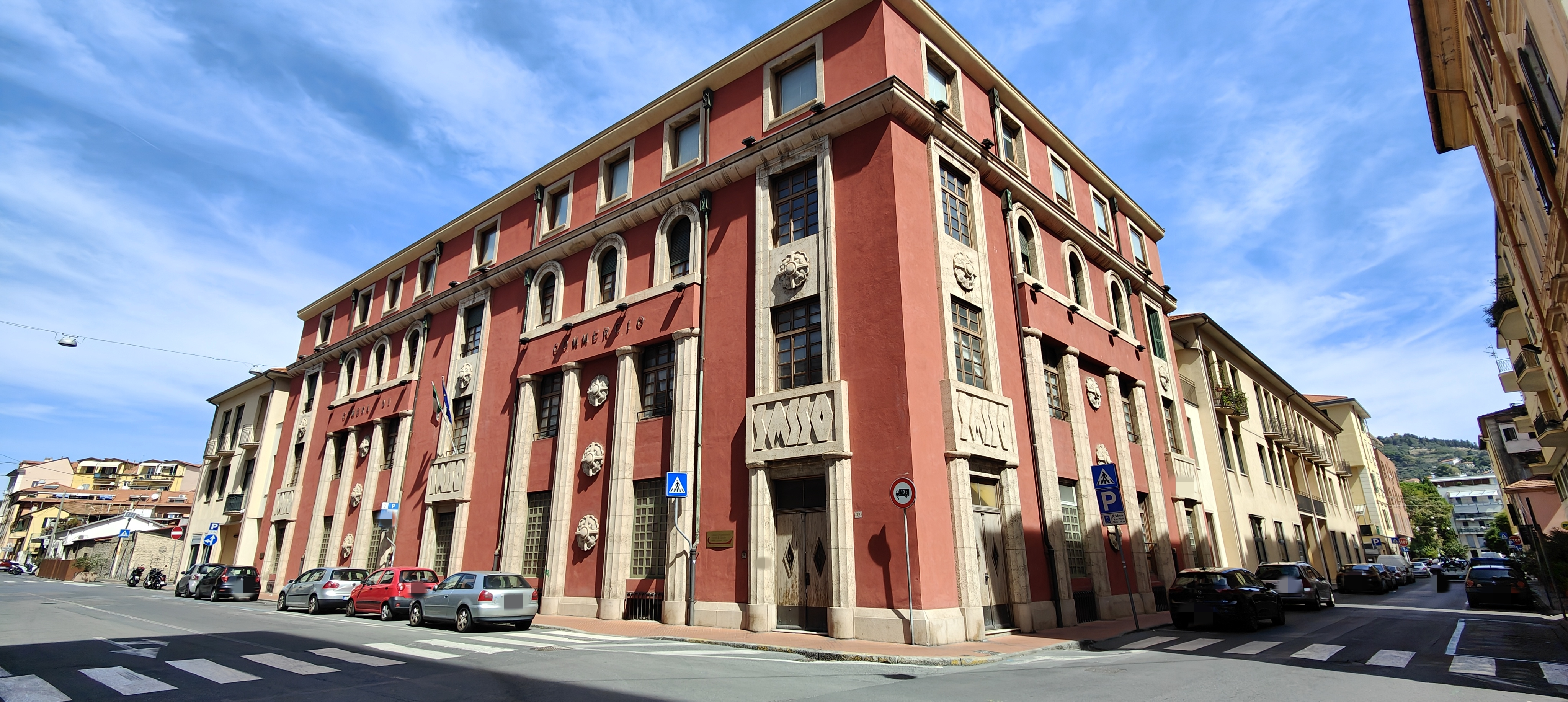
Il palazzo fra via Schiva e via De Sonnaz (dal 2011 sede della locale Camera di Commercio) edificata su progetto dell'arch. Alfonso Scholl

L'azienda ligure, affermatasi come uno dei maggiori produttori oleari a livello nazionale nel periodo compreso tra le due guerre, consolidò tale posizione anche nel periodo successivo. Importanti investimenti furono effettuati sulla pubblicità: dal 1963 al 1976 fu mandata in onda sulla Rai una serie di spot televisivi del Carosello, ideata da Armando Testa e con protagonisti l'attore teatrale spezzino Mimmo Craig, affiancato dall'attrice afroamericana Edith Peters, celebri soprattutto per la frase La pancia non c'è più. Nel 1965, per reclamizzare l'omogeneizzato prodotto dalla Sasso, fu girato uno spot, diretto da Corrado Farina, che per la prima volta in Italia ebbe per protagonista un bambino, Giovanni Belly.
Nel 1987 la Sasso era il secondo produttore nazionale di olio di oliva, producendo 130.000 quintali di olio d'oliva all'anno, di cui il 25% destinato all'esportazione, in particolare verso Arabia Saudita, Australia e Stati Uniti. Nel 1988, impiegava 234 lavoratori, realizzava un fatturato di 94,6 miliardi di lire e una perdita dell'esercizio di 759 milioni, e possedeva una quota di mercato del 14%.
Nel 1987, la famiglia Novaro, arrivata alla terza generazione, nonostante che la propria azienda godesse di buona salute e fosse in fase di notevole espansione produttiva e commerciale, cedette il pacchetto di maggioranza della Sasso alla Buitoni, azienda alimentare controllata dalla holding torinese CIR - Compagnie Industriali Riunite.
Dopo appena un anno, nel 1988, il gruppo guidato dal finanziere Carlo De Benedetti, cedette l'intero settore alimentare alla multinazionale svizzera Nestlé, e di conseguenza, l'azienda ligure passava sotto il suo controllo.
Nel 1989, la P. Sasso e Figli S.p.A. cessò di esistere come società, poiché venne incorporata per fusione nella Nestlé Italiana S.p.A., consociata della multinazionale svizzera con sede a Milano. Il passaggio del marchio Sasso nel Gruppo alimentare elvetico determinò il suo declino, poiché calarono produzione (scesa del 40%) e quote di mercato. Diminuì anche il numero di addetti dello stabilimento di Oneglia, ridotto ad appena 90 nel 1997, quando Nestlé ne decise la chiusura per spostare la produzione dell'olio a marchio Sasso nello stabilimento di Voghera (PV). Nel 2003, la Nestlé cedette il marchio Sasso alla Minerva Oli di Genova, azienda attiva nella miscelazione, confezionamento e commercializzazione di olio d'oliva.
Nel 2004, Minerva Oli venne rilevata dalla multinazionale spagnola Grupo Sos Cuetara, e con essa i marchi Minerva, Montolivo, Lupi e la medesima Sasso. Da allora Sasso è un marchio del Gruppo iberico, divenuto Deoleo nel 2011, attraverso la Carapelli Firenze S.p.A.
Sasso è ora un marchio della Carapelli Firenze S.p.A., azienda produttrice di olio di oliva con sede e stabilimento a Tavarnelle Val di Pesa, in provincia di Firenze, controllata dalla multinazionale spagnola Deoleo. Sono prodotti e commercializzati con il marchio Sasso: olio di oliva (in latta), olio extravergine di oliva (in bottiglia), aceto di vino bianco, aceto di vino rosso e salse.